# Ho, Ghana

Ho  este un oraș  în partea de est a Ghanei. Este reședinta regiunii Volta.

## Vezi și

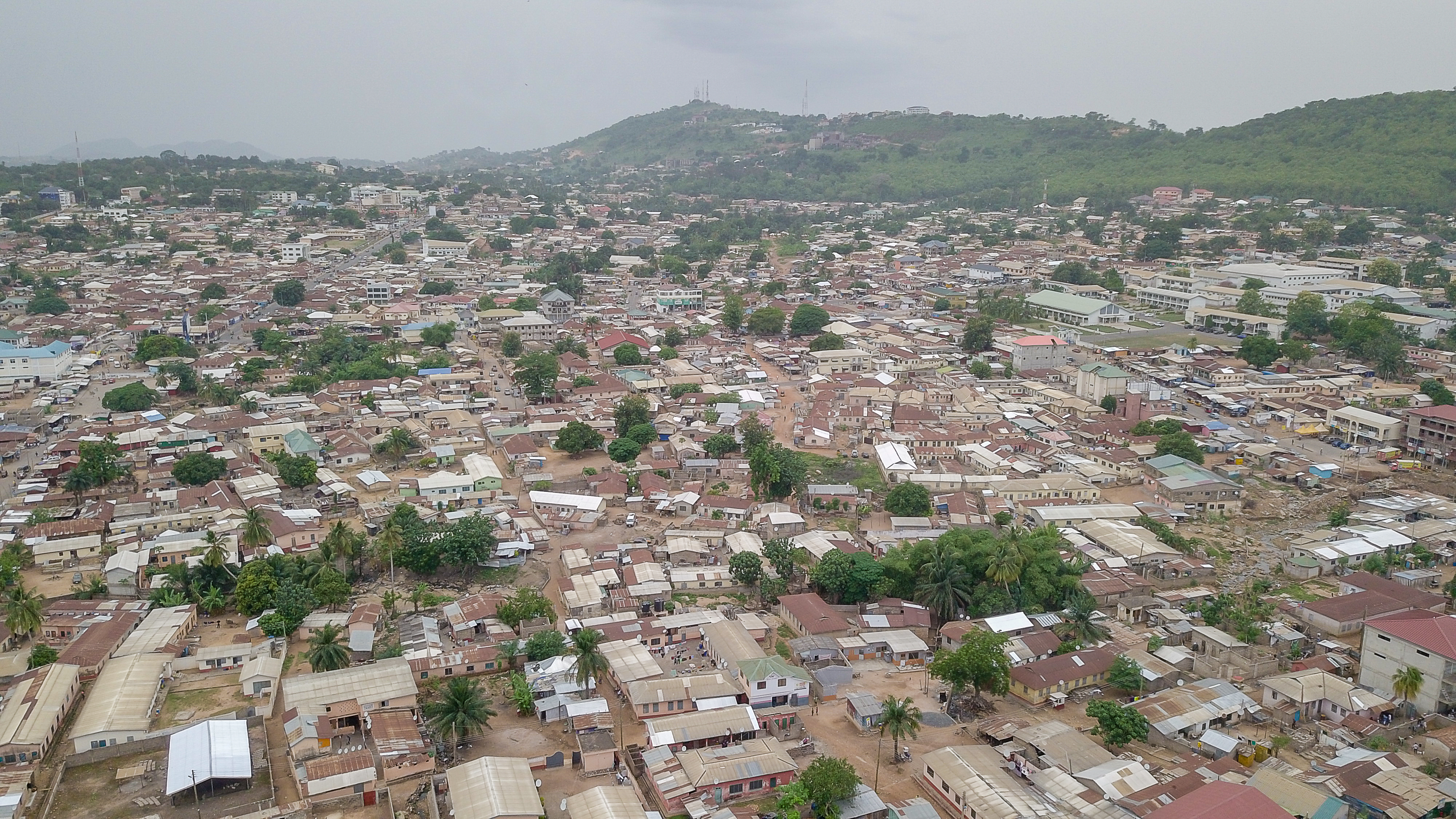
Ho, Ghana